# Alcedo cyanopectus
Alcedo cyanopectus é uma espécie de ave da família Alcedinidae.
É endémica das Filipinas.
Os seus habitats naturais são florestas secas tropicais ou subtropicais e florestas de mangal tropicais ou subtropicais.